# Wyższe Pólko
Wyższe Pólko – osada w Polsce położona w województwie pomorskim, w powiecie wejherowskim, w gminie Linia.